# Kustrzebniaki
Kustrzebniaki (Pezizomycetes O.E. Erikss. & Winka) – klasa grzybów z typu workowców (Ascomycota).

## Charakterystyka
Kustrzebniaki charakteryzują się askokarpami z workami wyposażonymi w wieko (operculum), stąd określane są czasem – w nawiązaniu do wcześniejszych ujęć systematycznych – jako „operculate Discomycetes”. Należy zaznaczyć, że choć ta cecha jest ważnym wyróżnikiem tej klasy, to u niektórych rodzajów operculum zaniknęło. Taksony takie przyporządkowano do Pezizomycetes na podstawie filogenetycznych badań molekularnych.
Podstawowym typem askokarpu u Pezizomycetes są apotecja. Mają one wielkość od kilku milimetrów do około 20 centymetrów i mogą być siedzące lub z trzonem. Często są silnie zabarwione, zwłaszcza powierzchnia hymenialna. Dzięki pigmentom karotenoidowym i innym mają bardzo zróżnicowaną gamę kolorów, po czarny włącznie. U niektórych rodzajów o silnie zredukowanej budowie (np. Ascodesmis) apotecja są zredukowane. Jeszcze bardziej zredukowane formy występują u Eleutherascus i Monascella, u których pojedyncze worki powstają na strzępkach lub w skupiskach na niewyspecjalizowanych strzępkach. U niektórych gatunków występują klejstotecja.

## Systematyka
Klasę Pezizomycetes utworzyli Ove Erik Eriksson i Katarina Winka:

Pezizomycetes cl. nov. O.E. Erikss. & Winka
- Holotypus: Pezizales C. Bessey
- Ascomata: apothecia vel cleistothecia. Asci operculati vel pseudoprototunicati.
- Characteres moleculares (SSU rRNA): 10-1 253a:g. 13 377g:u (exc. g in Glaziella). 23-2/23-5 704?:c (exc. a in Barssia, gap in Helvella). 23' 971-:u (exc. gap in Cookeina, Urnula). 37 1255u:a.

Według kodeksu Index Fungorum bazującego na CABI databases do Pezizomycetes należą:
- podklasa Pezizomycetidae Locq. 1974
  - rząd Pezizales J. Schröt. (1894) – kustrzebkowce
  - rodzaje incertae sedis
- podklasa incertae sedis
  - rząd incertae sedis
    - rodzina Kallistoskyphaceae Ekanayaka, K.D. Hyde, Q. Zhao & E.B.G. Jones 2018
    - rodzina Pseudombrophilaceae Ekanayaka, K.D. Hyde, Q. Zhao & E.B.G. Jones 2018
    - rodzina Pulvinulaceae
    - rodzina Strobiloscyphaceae Ekanayaka, K.D. Hyde, Q. Zhao & E.B.G. Jones 2018
    - rodzina Tarzettaceae Ekanayaka, K.D. Hyde, Q. Zhao & E.B.G. Jones 2018.
    - rodzina incertae sedis
      - rodzaj Hogelandia Hern.-Restr. 2021[2]